# Nettie Blanken
 (février 2019).
Si vous disposez d'ouvrages ou d'articles de référence ou si vous connaissez des sites web de qualité traitant du thème abordé ici, merci de compléter l'article en donnant les références utiles à sa vérifiabilité et en les liant à la section « Notes et références ».
Pour les articles homonymes, voir Blanken.
Nettie Blanken, née le 4 novembre 1946 à Leyde,, est une actrice néerlandaise.

## Filmographie

### Cinéma et téléfilms
- 1973 : Vaarwel (nl) : La femme vampire
- 1975 : Kind van de zon (nl) : La petite amie
- 1981 : Zesde klas (nl) : La mère de Andrea
- 1990 : Romeo : La deuxième docteur
- 1991 : Onuitgesproken : Grace Lancaster
- 1991 : Oog in oog (nl) : Jana Tohr
- 1996 : Unit 13 (nl) : La directrice Betty de Wit
- 1997 : Aan het eind van de aspergetijd : Kitty
- 1998 : Het jaar van de opvolging (nl) : Martine Oudgeest
- 1999 : Leven en dood van Quidam Quidam (nl) : La professeur de génétique
- 2000 : Baantjer : Ida Holstegen
- 2001 : La découverte du ciel : Coba
- 2004 : Armando[Quoi ?] : La femme no 2
- 2005 : Bitches : Le pasteur
- 2007 : Jardins secrets : La psychiatre
- 2009 : Links (nl) : L'infirmière
- 2008 : Deadline (nl) : Mieke
- 2008 : Morrison krijgt een zusje (nl) : La sœur de la tante
- 2008 : Keyzer & de Boer advocaten : Atty Knopper
- 2008 : De fuik (nl) : Mme Geerlings
- 2009 : Verborgen gebreken (nl) : Mme Berkelbach van den Brink
- 2010 : Majesteit (nl) : Wilhelmina
- 2011 : Bluf (nl) : Mère de Paolo
- 2012 : Volgende Keer Bij Ons : La mère
- 2019 : Oogappels (nl) : La mère de Merel
- 2019 : Flikken Maastricht : Margje van Zoelen